# Santa Rosa de Lima (Guanajuato)
Santa Rosa de Lima es una localidad del estado mexicano de Guanajuato. Es parte del municipio de Guanajuato.

## Toponimia
El nombre de la población hace referencia a la santa patrona de la localidad: Rosa de Lima, primer persona nacida en América en ser canonizada como santa.

## Demografía
| Gráfica de evolución demográfica |
|                                  |

| Censo | Población |
| ----- | --------- |
| 1900  | 3 484     |
| 1910  | 1 472     |
| 1921  | 624       |
| 1930  | 443       |
| 1940  | 457       |
| 1950  | 478       |
| 1960  | 632       |
| 1970  | 1 114     |
| 1980  | 797       |
| 1990  | 1 027     |
| 2000  | 916       |
| 2010  | 1 085     |
| 2020  | 1 306     |